# كر
الكر هو مكيال لأهل العراق، الكُرُّ يساوي 12 اثنا عشر وسقا أي 720 سبع مائة وعشرون صاعا .
- عند الحنفية الصاع 2340 كيلوغرام.
- وعند الجمهور: 1468.8 كيلوغرام.[1][2]